# امبالامدو
امبالامدو (به انگلیسی: Ambalamedu) یک منطقهٔ مسکونی در هند است که در کرالا واقع شده‌است.